# Ivette Bonapart
Ivette Bonapart (5 januari 1965 – 16 juni 2023) was een sprinter uit Suriname.
Op de Olympische Zomerspelen 1988 in Seoul nam Bonapart deel aan de 100 meter en 200 meter.